# إثميا كابولية
إثميا كابولية (الاسم العلمي: Ethmia kabulica) هي نوع من الحشرات تتبع جنس الإثميا من فصيلة الألاشستيات.